# Viš (gora)
Viš je 2666 metrov visok vrh v Zah. Julijskih Alpah, po njem se imenuje tudi Viševa skupina, ki tvori labirint dolin in škrbin ter divjih vrhov. Na severu padajo njegove strme skalnate stene globoko v dolino Zajzere. Z vrha na katerem stoji kip sv. Marije in ob njem križ je lep pogled po okoliških vrhovih, kjer izstopa mogočni Montaž. Razgled pa ob lepem vremenu seže vse od Visokih Tur do Karnijskih Alp. Na vrh vodi nekaj poti a vse so zahtevne oz. zelo zahtevne.
| Poti                                   | Čas        | Zahtevnost                    |
| Nevejski preval - Viš                  | 5 h        | zahtevna označena pot         |
| Viška planina - Viš                    | 4 h 30 min | zahtevna označena pot         |
| Zajzera - Viš (Severovzhodna deber)    | 6 h        | izjemno zahtevna označena pot |
| Viška planina - Viš (pot Anite Gojtan) | 5 h 30 min | zelo zahtevna označena pot    |
| Bele vode - Viš (Pot stoletnice)       | 6 h        | zelo zahtevna označena pot    |

## VIRI
https://www.hribi.net/gora/viska_planina/1/1283